# Бердяева, Елена Григорьевна
Еле́на Григо́рьевна Бердя́ева (1866, Гродзка — ? после лета 1919) — писательница-новеллистка, переводчица
. Знакомая Леси Украинки, журналиста Александра Сергеевича Суворина (1834—1912), Варвары Николаевны Лермонтовой и пр.

## Биография
Елена родилась на Украине в 1866 году. Уже в 19 лет увидело свет первое опубликованное произведение Елены «Свадьба. Отрывок из посмертных записок молодой девушки». На следующий 1886 год было издано её произведение «Замершие дети». Как вспоминает М. Рыбаков, ряд произведений Елены были опубликованы в газете «Новое время».
Вышла замуж за Сергея Александровича Бердяева (1860—1914), старшего брата философа Н. А. Бердяева. Сергея Александрович — автор более 100 произведений на украинском языке и 400 на русском. Супруги вместе прожили 30 лет и у них родилось трое сыновей. Известны имена двух из них: Григорий (умер в 1918 году) и Глеб (прошёл ГУЛАГ и умер в 1950 году).
В своих произведениях времён Александра III, когда была вспышка погромов на Украине, Елена и её муж выступали против антисемитизма. Произведение четы Бердяевых на еврейскую тему, которые увидели свет в Санкт-Петербургском журнале «Восход». Среди таких произведений были стихи Сергея Бердяева: «Землякам-украинцам» и «1885-му году», а также рассказы Елены Бердяевой: «Новобранец», «Торговый день Хаи», «Самуил Абрамович», «Ребе Лейзер», «Цветы и шляпы», «Фантазёр». В этих своих стихах Елена Григорьевна показывает тяжёлую жизнь еврейской бедноты.
Во времена голода 1892 года она не осталась безучастной к трагедии многих людей и в своём письме профессору И. Лучицкому спрашивала, как она может помочь. Она написала «Маленький нарис», который вошел в книгу «Киевский сборник. В пользу голодающим» (К., 1892).
Бердяевы организовали издательскую практику с 1880-х годов. В 1890 годах чета Бердяевых основала в Киеве литературно-научный журнал «По морю и суше». Журнал получил высокую оценку И. Бунина. Однако, через три года власти закрыли журнал (после доноса чиновника-цензора, которого звали Афиноген).
26 июня 1902 года выступила с лекцией «Брандт и Пер Гюнт. Две морали в драмах Ибсена».

## Творчество

### Рассказы
- «Новобранец»
- «Торговый день Хаи»
- «Самуил Абрамович»
- «Ребе Лейзер»
- «Цветы и шляпы»
- «Фантазёр»
- «Жена»
- «Её новый год»
- «На жгучую тему»
- «Иллюзии спиритизма»
- «На святий вечір. (Різдвяне оповідання)» (1894) (укр.)

### Повести
- «Каникулы»
- «Маленький нарис»

### Переводы
В совершенстве владела украинским языком. Переводила на русский язык украинские произведения такие как:
- И. Франко «Мій злочин» → «Моё злодейство. Новый эскиз И. Франко».